# 圓黑體
圓黑體（朝鮮文：굴림체；英文：Gulim）是一種常用的韓文無襯線字體。其筆畫均為等粗的線條，末端與轉角呈圓弧狀。相當於中文字體中的圓體，但在韓文中仍屬於哥特體（黑體）範疇，且其漢字部分與方黑體相同，筆畫有棱角而非圓弧。
圓黑體由漢陽公司（HanYang System Co., Ltd.）重製成新圓黑（새굴림；New Gulim），從而成為一款囊括全字符的Unicode字體。